# 峰隆一郎
峰 隆一郎（みね りゅういちろう、1931年6月17日 - 2000年5月9日）は、日本の小説家。本名は峰松 隆（みねまつ たかし）。

## 来歴
長崎県佐世保市で誕生。日本大学理工学部入学、その後日本大学芸術学部へ転部するが中退。出版社勤務を経てフリーライターになる。
1979年に『流れ灌頂』で第5回問題小説新人賞を受賞。ハードボイルドタッチの時代小説、旅行ミステリーを多く手掛ける。鬼気迫る剣術描写や官能シーンにより、独自の世界を築いたと評される。代表作は「人斬り弥介」シリーズ、「柳生十兵衛」シリーズ。
1964年に東京都町田市に転居しており、全作品が町田市で書かれた。2000年5月9日、肺炎で死去。享年68。
同じ時代小説作家である隆慶一郎としばしば混同されるが、小説家としてのデビューは峰の方が早い。

## 著作

### 時代小説
- 『餓鬼転生 - 必殺無頼浪人』（茜新社） 1987
- 『明治暗殺伝』（祥伝社） 1987
- 『明治殺人剣』（祥伝社） 1988
- 『明治讐鬼伝』（祥伝社） 1988
- 『明治剣鬼伝 - 妖剣・無眼流』（祥伝社） 1988
- 『白刃 埋蔵金の罠』（大陸書房） 1991
- 『白蛇斬殺剣』（廣済堂出版） 1991
- 『慶安素浪人伝』（徳間書店） 1992
- 『鬼神の剣』（祥伝社） 1992
- 『夜叉の剣』（祥伝社） 1992
- 『修羅の爪』（廣済堂出版） 1992
- 『青狼の剣 - 慶安素浪人伝　2』（徳間書店） 1992
- 『新撰組局長主座 芹沢鴨』（実業之日本社） 1993
- 『邪気が斬る 人斬り無頼伝』（廣済堂出版） 1993
- 『炎鬼の剣 高柳又四郎伝』（祥伝社） 1994
- 『幕末斬鬼伝 - 大老の首』（光文社） 1995
- 『異人斬り - 幕末斬鬼伝』（光文社） 1996
- 『ごろつき狼凶状旅』（廣済堂出版） 1998
- 『落日の凶刃』（祥伝社） 1998
- 『明治暗殺刀 - 人斬り俊策』（祥伝社） 1998
- 『虚陰十郎必殺剣』（廣済堂出版） 1998
- 『剣鬼、疾走す 小野次郎右衛門伝』（徳間書店） 1998
- 『御用盗疾る』（徳間書店） 1999
- 『江戸仇討点鬼簿 傑作仇討短篇小説』（廣済堂出版） 1999
- 『富札を斬る』（廣済堂出版） 1999
- 『阿修羅の女族 元禄妖魔譚』（廣済堂出版） 1999
- 『烏川 用心棒石動十三郎』（徳間書店） 2000
- 『唐丸破り 血しぶき三国街道』（幻冬舎） 2000
- 『密書街道 暗殺』（講談社） 2000
- 『餓狼の剣』（祥伝社） 2000
- 『蝙蝠の剣 剣鬼松林蝙也斎』（学習研究社） 2001

#### 「人斬り弥介」
- 『修羅が疾る 人斬り弥介』（青樹社） 1986
- 『人斬り弥助』（集英社） 1992
- 『暗鬼の剣 人斬り弥助 其の3』（集英社） 1993
- 『修羅が疾る 人斬り弥介その4』（集英社） 1993
- 『斬刃 人斬り弥助その5』（集英社） 1994
- 『非情の牙 人斬り弥介その6』（集英社） 1994
- 『埋蔵金の罠 人斬り弥助その7』（集英社） 1994
- 『殺刃 人斬り弥介その8』（集英社） 1994
- 『密書 新・人斬り弥介』（集英社） 1995
- 『凶賊 新・人斬り弥介』（集英社） 1995
- 『白蛇 新・人斬り弥介』（集英社） 1996
- 『狼たち 新・人斬り弥介』（集英社） 1996
- 『暗殺 新・人斬り弥介』（集英社） 1997
- 『牙と芽 新・人斬り弥介』（集英社） 1997
- 『翁党 新・人斬り弥介』（集英社） 1999
- 『化粧鬼 新・人斬り弥介』（集英社） 1999
- 『甲州金 新・人斬り弥介』（集英社） 2000

#### 「新幕末風雲録」
- 『新幕末風雲録 - ある天才剣士の青春』（祥伝社） 1989
- 『新幕末風雲録 2 - 清河八郎暗殺編』（祥伝社） 1989
- 『新幕末風雲録 3 - 桂小五郎襲撃』（祥伝社） 1989
- 『新幕末風雲録 完結編 - 勝海舟と西郷隆盛』（祥伝社） 1990

#### 「柳生十兵衛」
- 『柳生十兵衛』（徳間書店） 1989
- 『柳生十兵衛 逆風の太刀』（徳間書店） 1990
- 『柳生十兵衛 龍尾の剣』（徳間書店） 1990
- 『柳生十兵衛 剣術猿飛』（徳間書店） 1990
- 『柳生十兵衛 月影の剣』（徳間書店） 1991
- 『柳生十兵衛 兵法八重垣』（徳間書店） 1991
- 『柳生十兵衛 無刀とり、四十八人斬り』（徳間書店） 1992
- 『柳生十兵衛 斬馬剣』（徳間書店） 1992
- 『柳生十兵衛 極意 転』（徳間書店） 1993
- 『柳生十兵衛 無拍子』（徳間書店） 1994

#### 「刀根又四郎」
- 『狐狼が斬る 無頼浪人・刀根又四郎』（廣済堂出版） 1990
- 『妖姫が斬る 刀根又四郎無頼剣』（廣済堂出版） 1995
- 『用心棒が斬る 刀根又四郎斬殺剣』（廣済堂出版） 1996
- 『餓鬼が斬る 刀根又四郎必殺剣』（双葉社） 2001

#### 「牙」
- 『白狼の牙』（廣済堂出版） 1990
- 『秋月の牙』（光文社） 1996
- 『相馬の牙』（光文社） 1997
- 『会津の牙』（光文社） 1997
- 『越前の牙』（光文社） 1998
- 『加賀の牙』（光文社） 2000
- 『飛騨の牙』（光文社） 2000
- 『奥州の牙』（光文社） 2001

#### 「日本剣鬼伝」
- 『日本剣鬼伝 宮本武蔵』（祥伝社） 1991
- 『日本剣鬼伝 伊東一刀斎』（祥伝社） 1991
- 『日本剣鬼伝 人斬り善鬼 小野次郎右衛門』（祥伝社） 1993
- 『日本剣鬼伝 塚原卜伝』（祥伝社） 1993

#### 「剣鬼」
- 『剣鬼・岡田以蔵 - 幕末人斬り伝』上・下（大陸書房） 1992
- 『剣鬼・佐々木只三郎 - 京都見廻組与頭』（廣済堂出版） 1993
- 『剣鬼・仏生寺弥助 - 幕末人斬り伝』（廣済堂出版） 1993
- 『剣鬼・針ヶ谷夕雲』（コスミックインターナショナル） 1994
- 『剣鬼・根岸兎角』（多摩 ベネッセコーポレーション） 1995
  - 『剣鬼・根岸兎角』（光文社） 1998

#### 「蛇目孫四郎」
- 『蛇目孫四郎斬刃帖 殺し稼業・十五屋』（双葉社） 1992
- 『蛇目孫四郎斬刃帖 桃色寺』（双葉社） 1993
- 『修羅の悪女 蛇目孫四郎人斬り控』（徳間書店） 1997
- 『修羅の手籠め 蛇目孫四郎人斬り控』（徳間書店） 1999
- 『修羅の緑石 蛇目孫四郎人斬り控』（徳間書店） 2000

#### 「素浪人宮本武蔵」
- 『素浪人宮本武蔵 1』（光文社） 1993
- 『素浪人宮本武蔵 2 青狼の篇』（光文社） 1993
- 『素浪人宮本武蔵 3 修羅の篇』（光文社） 1994
- 『素浪人宮本武蔵 4 剣鬼の篇』（光文社） 1994
- 『素浪人宮本武蔵 5 斬狼の篇』（光文社） 1994
- 『素浪人宮本武蔵 6 餓虎の篇』（光文社） 1994
- 『素浪人宮本武蔵 7 龍祥の篇』（光文社） 1994
- 『素浪人宮本武蔵 8 腥血の篇』（光文社） 1994
- 『素浪人宮本武蔵 9 牙狼の篇』（光文社） 1995
- 『素浪人宮本武蔵 10 無常の篇』（光文社） 1995

#### 「無頼浪人」
- 『魅鬼が斬る - 無頼浪人斬殺剣』（廣済堂出版） 1994
- 『青狼が斬る - 無頼浪人必殺剣』（廣済堂出版） 1994
- 『恋鬼が斬る - 無頼浪人殺人剣』（廣済堂出版） 1996

#### 「千切良十内」
- 『殺し稼業 千切良十内』（徳間書店） 1995
- 『千切良十内 殺し控』（実業之日本社） 1995
- 『三日殺し 千切良十内 必殺針』（祥伝社） 1999

### 推理小説
- 『平戸切支丹寺殺人事件』（廣済堂出版） 1986
- 『戸倉上山田殺人事件』（廣済堂出版） 1986
- 『アルプス特急あずさ殺人事件』（青樹社） 1987
- 『上越新幹線あさひ殺人事件』（青樹社） 1987
- 『阿寒湖マリモ殺人事件』（廣済堂出版） 1987
- 『殺人特急逆転の15分』（講談社） 1988
- 『札幌発北斗星57分の殺意』（天山出版） 1988
- 『盛岡発やまびこ4号殺人事件』（廣済堂出版） 1989
- 『薩摩・大隅殺人半島』（廣済堂出版） 1989
- 『殺人急行北の逆転240秒』（講談社） 1989
- 『高松発寝台特急「瀬戸」の殺人』（天山出版） 1989
- 『長崎発特急「みずほ」殺人事件』（廣済堂出版） 1990
- 『西鹿児島発「交換殺人」特急』（講談社） 1990
- 『鎌倉～行楽特急殺人連鎖』（青樹社） 1990
- 『都城発寝台特急「彗星」25分の殺意』（天山出版） 1991
- 『特急「エルム」函館殺人事件』（廣済堂出版） 1991
- 『特急あずさ殺人事件』（大陸書房） 1991
- 『信州・松本殺人事件』（廣済堂出版） 1991
- 『新潟発「あさひ」複層の殺意』（講談社） 1991
- 『琵毘湖周航殺人事件』（廣済堂出版） 1991
- 『網走発急行大雪20分の罠』（廣済堂出版） 1992
- 『特急富士はやぶさ殺人交差』（講談社） 1992
- 『博多・札幌見えざる殺人ルート』（講談社） 1992
- 『青森発特急あけぼの殺人事件』（廣済堂出版） 1992
- 『四国発瀬戸殺人夜行』（廣済堂出版） 1992
- 『山形新幹線「つばさ」の女』（青樹社） 1992
- 『横浜外人墓地殺人事件』（立風書房） 1992
- 『洞爺発「北斗5号」殺人事件』（青樹社） 1993
- 『寝台特急「出雲」消された婚約者』（講談社） 1993
- 『金沢発特急「北陸」殺人連鎖』（講談社） 1993
- 『殺人！博多発「ひかり4」の女』（集英社） 1993
- 『熊本発「みずほ」殺人連鎖』（青樹社） 1993
- 『特急「あずさ12号」美しき殺人者』（講談社） 1994
- 『寝台急行「利尻」殺人事件』（集英社） 1994
- 『特急「日本海」最果ての殺意』（講談社） 1994
- 『青森発「鳥海」殺人二重奏』（青樹社） 1994
- 『特急「オホーツク」さいはての女』（青樹社） 1995
- 『新幹線『のぞみ6号』（死者の指定席』（講談社） 1995
- 『別府発寝台特急富士45分の殺意』（集英社） 1995
- 『新幹線『やまびこ8号』（死の個室』（講談社） 1995
- 『寝台特急『瀬戸』（鋼鉄の柩』（講談社） 1996
- 『金沢発特急「北陸」殺人連鎖』（講談社） 1997
- 『寝台特急「さくら」死者の罠』（講談社） 1997
- 『特急「白山」悪女の毒』（講談社） 1997
- 『特急「北陸」「富士」個室殺人の接点』（講談社） 1997
- 『函館発「日本海」27分の殺意』（集英社） 1998
- 『飛騨高山に死す』（講談社） 1999
- 『西鹿児島発「金星」9分の殺意』（集英社） 2000
- 『特急「白山」殺人事件』（廣済堂出版） 2001

### エッセイ
- 『剣豪はなぜ人を斬るか』（青春出版社） 1997
- 『人斬りの秘伝書』（青春出版社） 1998 - 上記の加筆改題